# フィルムリーダー

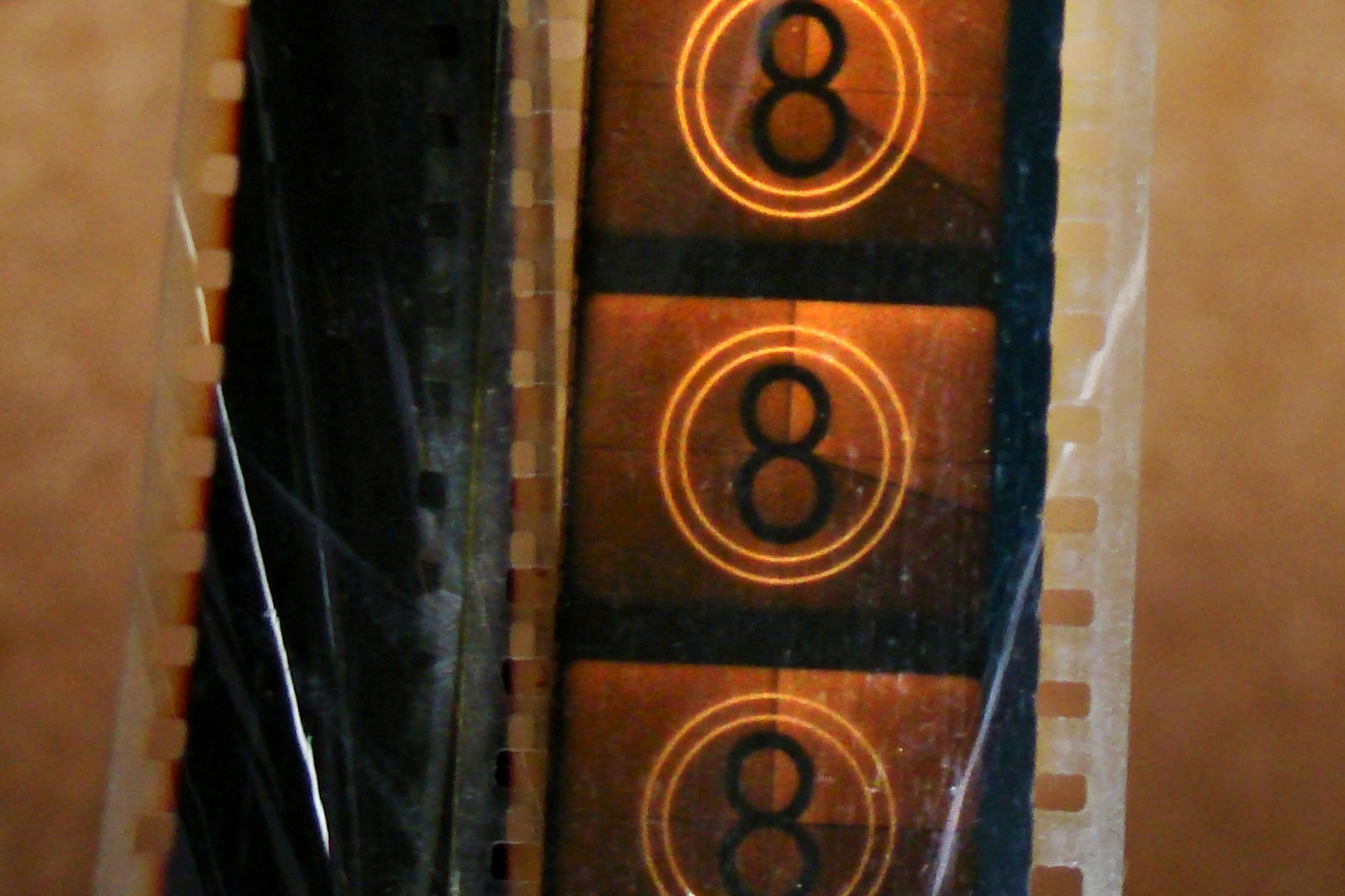
ヘッドリーダーのカウントダウン部分

フィルムリーダー(film leader)とは、映画のフィルムを映写機に通すためにフィルムの先頭や末尾に確保される、本編映像が記録されていない部分のことである。先頭のものをヘッドリーダー（head leader、または単にヘッド）、末尾のものをテールリーダー（tail leader、または単にテール）、またはフットリーダー（foot leader、または単にフット）と呼ぶことがある。
ヘッドリーダーには、フィルムの再生スピードが正しいことを確認するための視覚的・音声的情報が記されている。一般的には、カウントダウンが表示される。

## 分類
「フィルムリーダー」という言葉は、編集用や実験用に作られた様々な種類のものの総称である。
ペイントリーダー(Painted leader)は、白、黒、赤、青、緑などの全体的に色のついたミシン目入りのフィルムである。本編映像や、他のヘッドリーダーやテールリーダーに傷がつかないように保護するために使用される。
フィルリーダー(fill leader)（ピクチャーフィル(picture fill)、スペーサー(spacer)、スラグフィルム(slug film)ともいう）は、磁気オーディオフィルムの各セクションを画像と同期させるためにスペースを空けるために使用される。一般的には、過去に撮影されたフィルムのボツになった部分から作られることが多い。
ユニバーサルフィルムリーダー(universal film leader)は、劇場での上映用に設計されたヘッドリーダーである。これには、カウントダウンと、タイトル、スタジオ、プロダクションナンバー、アスペクト比、サウンドレベルとミックス、リールナンバー、カラーなどの映画の技術情報が含まれる。

## カウントダウン
フィルムリーダーのカウントダウンの表示法は、以下の2つの方法がよく知られている。
アカデミーリーダー (Academy Leader)
1930年11月1日に映画芸術科学アカデミー(AMPAS)が発表したもので、1フィート（35ミリフィルムでは1フィートあたり16フレーム）ごとに12から3までの数字が記されたフレームが挿入される。9と6については、逆さまに見た時に混同しないように"NINE"・"SIX"と表記される。それぞれの数字は、映写技師が映写機にフィルムを通すときに正しい向きになるように、本編映像に対して上下逆に表示されている。"3"が表示される時に短くビープ音が鳴る（ただし、35mmの劇場公開用プリントでは、誤って劇場で再生されるのを防ぐために、このビープ音はミュートされている）。アカデミーリーダーはSMPTE 301で規定されている。この規格では、リールの最後にあるキューマークの位置も規定されている。
SMPTEユニバーサルリーダー (SMPTE Universal Leader)
1960年代半ば、映画テレビ技術者協会(SMPTE)は、テレビと映画の両方で使用するために設計された、SMPTEユニバーサルリーダーという新しいスタイルのリーダーを開発した（ただし、映画にはあまり受け入れられなかった）。これは、2つの白い同心円と回転する「時計の腕」のアニメーションが描かれたターゲットの中央に数字が表示され、8から2まで1秒ごとにカウントダウンする。カウントダウンが始まる前に、数字が表示される部分にまず"16 SOUND START"、次に"35 SOUND START"と表示され、"PICTURE START"と表示されてからカウントダウンが始まる。上下逆さまに表示されるアカデミーリーダーと異なり、数字や文字は正しい向きで表示される。"4"が表示されるときに、カウントダウンの周りに"C C F F"の文字が表示されるが、これは「コントロールフレーム」(control frames)として使用することを意味している。"2"が表示される時に、「2ポップ」と呼ばれるビープ音が鳴る。ユニバーサルリーダーは、ANSI/SMPTE 55で規定されている。この規格では、リールの最後にあるキューマークの位置も規定されている。このリーダーの名称は、2000年までに「テレビジョンリーダー」(Television Leader)に変更された。
どちらのスタイルも全長は同じで、35ミリフィルムの場合は16フィートと4フレーム（計260フレーム）となっている。カウントダウン部は、"Picture Start"の文字が入った1フレームで始まる。ビープ音（2ポップ）は、最後の番号が表示されるフレーム（アカデミーリーダーでは "3"、SMPTEテレビリーダーでは "2"）に同期して発生する。"Picture Start"のフレームから最後の数字が表示されるまでのカウントダウン部の長さは、9フィートと1フレーム（計145フレーム）で、その後、何も表示されないフレームが47フレーム続き、全体で12フィートちょうど（計192フレーム）となる。
2013年、SMPTEは、DCDM(Digital Cinema Distribution Master)ファイルで使用するカウントダウンリーダーであるD-Cinema Digital Leaderを発表した。DCDMは、デジタルシネマパッケージ(DCP)を作成するための最終ステップである。従来のフィルム規格とは異なり、デジタルシネマファイルは連続しているため、フィルム切り替え用のキューマークの規定はない。

### かつての規格
SMPTEがユニバーサルリーダーの規格を定める以前には、「ソサエティーリーダー」(Society Leader)というカウントダウンリーダーの規格が使用されていた。これはSMPTEが1951年に制定したもので、アカデミーリーダーを元に、テレビで使いやすいように改変したものである。数字は11から3まで1フィートごとにカウントダウンしていくが、アカデミーリーダーとは異なり、本編映像と同じ向きで表示される。また、数字のフレームの間は黒いフレームを挿入するのではなく、テレビの調整に便利な十字のパターンが挿入された。